# Sport Australia Hall of Fame
Sport Australia Hall of Fame, abbreviata nell'acronimo SAHoF, è un'organizzazione australiana senza scopo di lucro costituita nel 1985 al fine di celebrare quelle personalità dello sport ritenute capaci di avere apportato prestigio al Paese.
Fondata a Melbourne, è presieduta dall'ex velista John Bertrand e ha un consiglio d'amministrazione composto da dirigenti sportivi e campioni dello sport australiano in varie discipline.

## Storia
L'embrione di una Hall of Fame vide la luce a metà anni settanta per iniziativa di Garry Daly, dirigente sportivo che intendeva istituire una galleria delle celebrità dello sport australiano; dopo avere investigato per vario tempo la struttura di altre organizzazioni simili, la Hall of Fame australiana vide la luce il 10 dicembre 1985 al Melbourne Cricket Ground con una cerimonia nel corso della quale furono celebrate le prime ammissioni.
Il primo sportivo ammesso fu il crickettista Donald Bradman, all'epoca settantasettenne, considerato tra i migliori battitori della storia della disciplina; nella stessa cerimonia vi fu anche la prima ammissione femminile, la nuotatrice Dawn Fraser, 48 anni all'epoca, olimpionica nei 100 metri stile libero a Melbourne nel 1956, Roma nel 1960 e Tokyo nel 1964.
Dal 1989 l'ammissione alla Hall of Fame fu aperta anche a dirigenti, pionieri e allenatori che avessero rivestito un ruolo speciale nell'eccellenza sportiva del Paese.

## Organizzazione
Dal punto di vista societario la SAHoF è dal 1997 una società di capitali a responsabilità limitata, la Sport Australia Hall of Fame Ltd, costituita da quote versate dai suoi membri, che ne esercitano il controllo.
Il consiglio di amministrazione è costituito da un certo numero di persone distintesi per il contributo dato allo sport nazionale, e da rappresentanti del Comitato Olimpico Australiano, del sottosegretariato allo Sport e della commissione sportiva australiana.
A occuparsi invece delle ammissioni alla Hall of Fame v'è altresì una commissione apposita, al 2017 presieduta dall'ex atleta Rob de Castella, che esamina le candidature sulla base dei risultati d'eccellenza raggiunti dallo sportivo proposto per l'ammissione.
A tutto il 2016 sono presenti nella Hall of Fame 549 persone ammesse, 400 delle quali atleti.

### Presidenti
- Garry Daly (1983-1989)
- Dawn Fraser (1989-1996)
- Donald Trescowthick (1996-1997)
- Neale Fraser (1997-2005)
- John Bertrand (2005-)